# La Haciendita, Guanajuato kommun
La Haciendita är en ort i Mexiko.   Den ligger i kommunen Guanajuato och delstaten Guanajuato, i den centrala delen av landet, 280 km nordväst om huvudstaden Mexico City. La Haciendita ligger 1 840 meter över havet och antalet invånare är 279.
Terrängen runt La Haciendita är platt åt sydväst, men åt nordost är den kuperad. Runt La Haciendita är det tätbefolkat, med 356 invånare per kvadratkilometer. Närmaste större samhälle är Guanajuato, 11,9 km norr om La Haciendita. Trakten runt La Haciendita består till största delen av jordbruksmark.